# 昆蘭双羽節蜱
昆蘭双羽節蜱（学名：Diptilomiopus aralioidus）为双羽爪節蜱科羽爪節蜱屬下的一个种。